# Blåvingad juveltrast
Blåvingad juveltrast (Pitta moluccensis) är en fågel i familjen juveltrastar inom ordningen tättingar.

## Utseende och läten
Blåvingad juveltrast är en medelstor (18 cm), knubbig juveltrast med rostbrunt bröst. Huvudet är svart med ett ljusbrunt ögonbrynsstreck, ryggen grön och vingarna bjärt blå med en vit vingfläck. Strupen är vit och undergumpen röd. Jämfört med kinesisk juveltrast är den snarare violblå än azurblå på vingen, den vita vingfläcken är större och huvudet är mindre kontrastrikt tecknat. Lätena återges i engelsk litteratur som en högljudd och klar vissling, "tae-laew tae-laew" samt som varningsläte ett hårt "skyeew".

## Utbredning och systematik
Fågeln förekommer från södra och östra Myanmar och södra Kina (södra Yunnan) genom Thailand (förutom de centrala delarna och det mesta av östra delarna), Laos, Kambodja och Vietnam till Malackahalvön. Vintertid flyttar den till Sumatra och Borneo, där den möjligen även häckar. Tillfälligt har den påträffats i Australien och Andamanöarna

## Levnadssätt
Fågeln hittas i låglänt buskmark och ungskog, där den hoppar på marken som en trast.

## Status och hot
Arten har ett stort utbredningsområde och en stor population, men tros minska i antal, dock inte tillräckligt kraftigt för att den ska betraktas som hotad. Internationella naturvårdsunionen IUCN kategoriserar därför arten som livskraftig (LC).